# Divya Tewar
Divya Tewar (ur. 1 sierpnia 1984) – indyjska judoczka. Olimpijka z Pekinie 2008, gdzie zajęła trzynaste miejsce w kategorii 78 kg. Druga na mistrzostwach wspólnoty narodów w 2004 roku.
- Turniej w Pekinie 2008

Przegrała obie walki, kolejno z Kazaszką Sagat Äbykiejewą i Kubanką Yalennis Castillo.